# 919 Third Avenue
El 919 Third Avenue es un rascacielos situado en Nueva York, Estados Unidos, diseñado y construido en 1971 por el estudio de arquitectura e ingeniería Skidmore, Owings & Merrill (SOM).
Posee una altura de 188 metros y 47 pisos.